# Oecetis insignis
Oecetis insignis är en nattsländeart som först beskrevs av Banks 1911.  Oecetis insignis ingår i släktet Oecetis och familjen långhornssländor. Inga underarter finns listade i Catalogue of Life.